# Megalomyrmex
Megalomyrmex (лат.) — род американских муравьёв подсемейства мирмицины (Myrmicinae, Solenopsidini). Северная, Центральная и Южная Америка. Около 40 видов.

## Описание
Муравьи среднего и мелкого размера (от 2 до 12 мм) красновато-коричневого цвета, гладкие и блестящие.
Усики 12-члениковые с булавой из 3 сегментов. Формула нижнечелюстных и нижнегубных щупиков щупиков — 4,3; 3,2; 3,1. Жвалы с несколькими зубцами: от 5 до 15 (обычно 5-6). Жало развито.
.
Специализированные социальные паразиты муравьёв-листорезов Attini (например, такие виды как M. mondabora, M. symmetochus, M. wettereri).
Некоторые виды содержат необычные алкалоиды (Jones et al. 1991a; 1991b; 1999).
Несколько видов ведёт свободный образ жизни, строя свои собственные гнёзда в почве (например, M. modestus) или в мёртвой древесине (M. drifti).
Социальные паразиты проникают в защищённые гнёзда других муравьёв, используя наступательное химическое оружие, созданное из яда на основе алкалоидов. Рабочие Cyphomyrmex costatus, хозяина M. mondaboroides и M. silvestrii, реагируют на укус паразитами Megalomyrmex в основном покорным поведением, притворяясь мёртвыми или отступая. Поведение хозяина также последовало за коротким антенным контактом. Поведение муравьев C. costatus, наблюдаемое в этом исследовании, было сходно с поведением Cyphomyrmex cornutus, хозяина M. mondabora, что позволяет предположить, что алкалоидные яды с пирролидинами M. mondabora (транс-2-гексил-5-[8-оксононил]-пирролидин (3)), пиперидинами M. mondaboroides и пиролизидинами M. silvestrii могут действовать аналогично умиротворяющим и репеллентным алломонам против муравьёв-хозяев, несмотря на их различную химическую структуру. При использовании этого химического оружия муравьи-воры Megalomyrmex встречают небольшое сопротивление хозяина и легко используют ресурсы колонии хозяина.

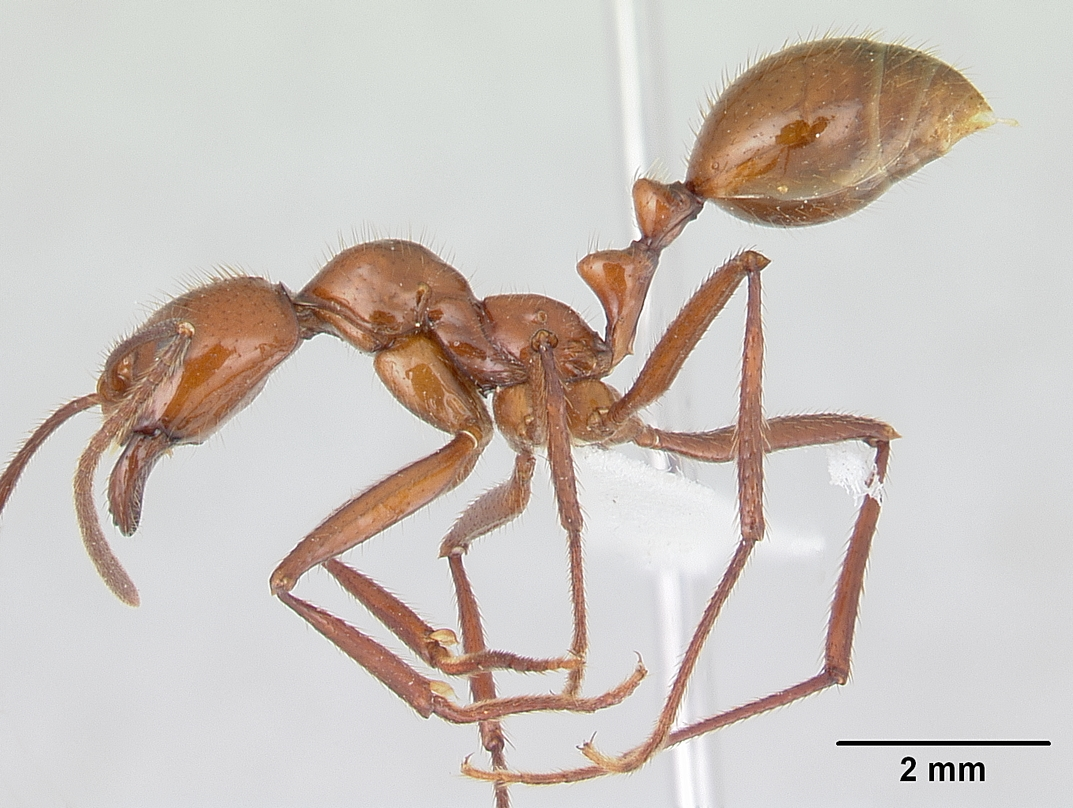
Megalomyrmex leoninus, сбоку
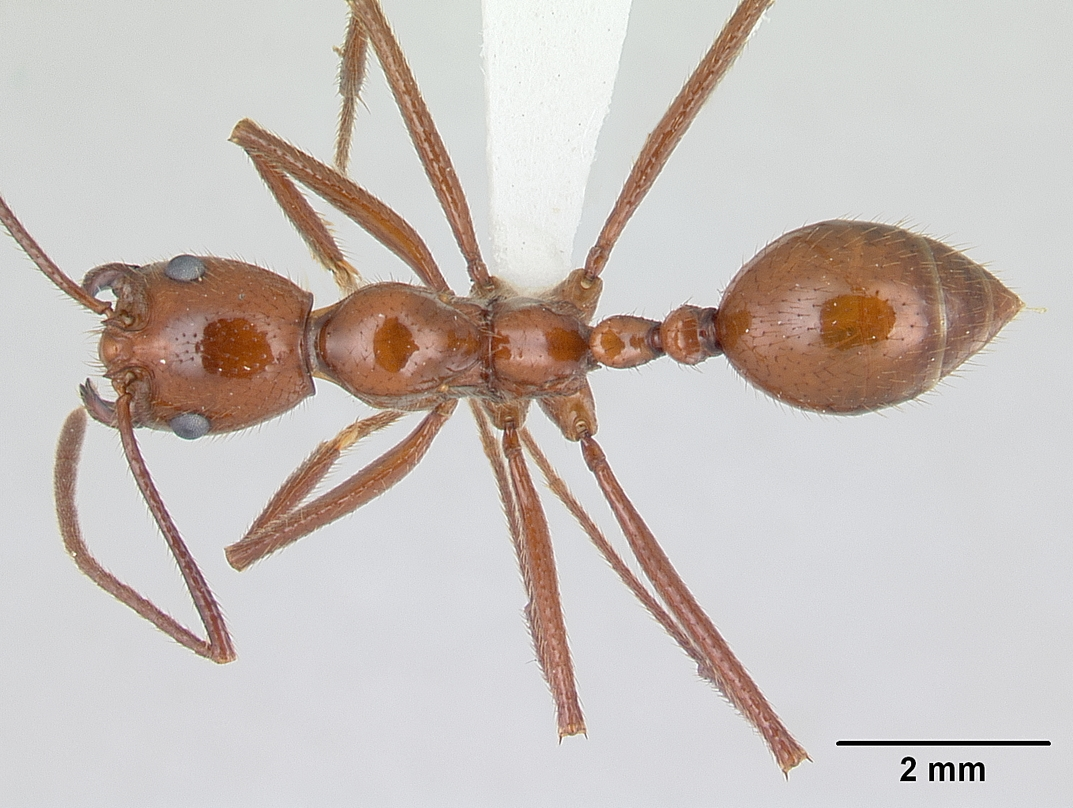
Megalomyrmex leoninus, сверху

## Систематика
Около 40 видов
- Megalomyrmex acauna Brandão, 1990
- Megalomyrmex adamsae Longino, 2010
- Megalomyrmex ayri Brandão, 1990
- Megalomyrmex balzani Emery, 1894
- Megalomyrmex bidentatus Fernández & Baena, 1997
- Megalomyrmex bituberculatus (Fabricius, 1798)
- Megalomyrmex brandaoi Boudinot, Sumnicht & Adams, 2013
- Megalomyrmex caete Brandão, 1990
- Megalomyrmex cuatiara Brandão, 1990
- Megalomyrmex cupecuara Brandão, 1990
- Megalomyrmex cyendyra Brandão, 1990
- Megalomyrmex drifti Kempf, 1961
- Megalomyrmex emeryi Forel, 1904
- Megalomyrmex foreli Emery, 1890
- Megalomyrmex fungiraptor Boudinot, Sumnicht & Adams, 2013
- Megalomyrmex glaesarius Kempf, 1970[11]
- Megalomyrmex gnomus Kempf, 1970
- Megalomyrmex goeldii Forel, 1912
- Megalomyrmex iheringi Forel, 1911
- Megalomyrmex incisus Smith, 1947
- Megalomyrmex leoninus Forel, 1885
- Megalomyrmex longinoi Boudinot, Sumnicht & Adams, 2013
- Megalomyrmex megadrifti Boudinot, Sumnicht & Adams, 2013
- Megalomyrmex milenae Boudinot, Sumnicht & Adams, 2013
- Megalomyrmex miri Brandão, 1990
- Megalomyrmex modestus Emery, 1896
- Megalomyrmex mondabora Brandão, 1990
- Megalomyrmex mondaboroides Longino, 2010
- Megalomyrmex myops Santschi, 1925
- Megalomyrmex nocarina Longino, 2010
- Megalomyrmex osadrifti Boudinot, Sumnicht & Adams, 2013
- Megalomyrmex pacova Brandão, 1990
- Megalomyrmex piriana Brandão, 1990
- Megalomyrmex poatan Brandão, 1990
- Megalomyrmex pusillus Forel, 1912
- Megalomyrmex reina Longino, 2010
- Megalomyrmex silvestrii Wheeler, 1909
- Megalomyrmex staudingeri Emery, 1890
- Megalomyrmex symmetochus Wheeler, 1925
- Megalomyrmex tasyba Brandão, 1990
- Megalomyrmex timbira Brandão, 1990
- Megalomyrmex wallacei Mann, 1916
- Megalomyrmex wettereri Brandão, 2003
- Megalomyrmex weyrauchi Kempf, 1970